# Royale Entente bertrigeoise
 (août 2021).
Si vous disposez d'ouvrages ou d'articles de référence ou si vous connaissez des sites web de qualité traitant du thème abordé ici, merci de compléter l'article en donnant les références utiles à sa vérifiabilité et en les liant à la section « Notes et références ».
Maillots
Dernière mise à jour : 18 août 2021.
La Royale Entente bertrigeoise était un club de football belge basé à Bertrix, en province de Luxembourg. Porteur du matricule 4267.
Assurant sportivement son maintien en Division 3 Amateur au terme de la saison 2017-2018, le club très endetté déclare retirer son « équipe A » des séries nationales mais précise qu'il souhait epoursuivre ses activités, en 3e Provinciale, avec son « équipe B ». Mais, l'endettement est trop important. En septembre 2018, le cercle se voit interdire d'aligner la moindre équipe séniore. Faute de rentrées suffisantes, le passif ne peut être résorbé et, en juin suivant, le club est radié des registres de la fédération.
Le matricule 4267 a disputé 16 saisons dans les séries nationales, dont trois en Division 3 (alors le 3e niveau).

## Histoire
Au début de l'année 1935, un premier club est fondé dans le village de Bertrix, baptisé simplement Football Club de Bertrix. Ce club s'affilie à l'Union belge le 19 juin 1935 comme « club débutant », puis devient club effectif le 19 juin 1936. Le cercle se voit attribuer le n° de matricule 2264.
Sept ans plus tard, un autre club est créé dans l'entité, appelé Union Club Saint-Étienne Bertrix. Il s'affilie à l'URBSFA le 10 février 1942, et reçoit le  n° de matricule 3422. Au sortir de la Seconde Guerre mondiale, les deux clubs décident d'unir leurs destinées. C'est chose faite le 24 juin 1945, avec la création de l'Entente Bertrigeoise. Selon le règlement en vigueur jusqu'en août 1962, pour que deux matricules fusionnant « officiellement » doivent être démissionnés et un nouveau est généré. Dans le cas présent, les deux démissions sont enregistrées le 31 juillet 1945, alors que la nouvelle entité est affiliée et reçoit le n° de matricule 4267.

### Courts passages en nationale
En 1952, le club rejoint pour la première fois de son Histoire les divisions nationales. Il fait partie des « clubs fondateurs » du quatrième niveau national, qui hérite du nom de « Promotion ». L'expérience est de courte durée, le club est relégué dès la première saison. Après une saison en Première provinciale, le club revient en « Promotion ». Le résultat final est identique, le club termine dernier après n'avoir remporté que trois matches sur trente, et est renvoyé à nouveau vers les séries provinciales.

### Long séjour en Provinciale
Il y reste cantonné pendant 35 ans, et ne revient en Promotion qu'en 1990. Encore une fois, le séjour du club bertrigeois au niveau national ne dure qu'une saison.
Reconnu « Société royale » le 26 septembre 1995, le club adapte son appellation en La Royale Entente bertrigeoise à partir du 1er juillet 1996.

### Retour en nationale
Au terme de la saison 2004-2005, La R. Entente Bertrigeoise est promue pour la 4e fois en « Promotion ». Pour la première fois, le matricule 4267 y assure son maintien au prix d'une jolie 7e place finale.

#### Premiers rôles...
Au terme de la saison suivante, le club finit au 3e rang, et décroche une place au « Tour final de Promotion ». Les rêves de montée sont rapidement oubliés avec une défaite au K. Rupel Boom FC (3-1). En 2008, les « Baudets » doivent se contenter de la 5e place, derrière Ciney, à une unité du « Tour final de Promotion ». Ce tour final, Bertrix y accède à la fin de l'exercice 2008-2009.
Deux ans plus tard, le club se qualifie à nouveau pour le tour final qui cette saison-là ouvre quatre places à l'étage supérieur. Bertrix est à deux victoires d'un promotion vers la « D3 ». Mais après une victoire à domicile (1-0), contre Bornem au 1er tour, les « Baudets » sont tenus en échec (1-1) à domicile par Torhout. Les Ouest-flandriens décrochent la montée aux tirs au but: 4-5. Une « seconde chance » fait son apparition quand, le 29 juin 2009, l'Assemblée Générale de la fédération prononce la radiation pour dettes de la R. AA Louvièroise. Les quatre battus du 2e tour du Tour final de Promotion disputent une mini-compétition à élimination directe. l'Entente Bertrigeoise écarte le R. RC Hamoir (1-0), mais la dernière marche est trop haute. En déplacement, Bertrix est défait (3-1) par le R. RC Péruwelz qui assure un maintien auquel il ne croyait plus.

#### ... puis croissance (trop) rapide
La déception est effacée par une excellente saison 2009-2010, la Royale Entente Bertrigeoise caracole en tête de sa série de « Promotion ». Ne subissant qu'une seule défaite (lors du 21e des 30 matchs - comptant théoriquement pour la 23e journée - au Royal Sporting Club Petit-Waret (2-1).
Lors de leur première saison, le club s'installe d'emblée parmi les meilleures équipes du championnat. En fin de saison, le club termine à la 3e place, qualificative pour le « Tour final de Division 3 » pour la montée en Division 2. Mais, n'ayant pas demandé la « licence pour le football rémunéré », le club n'est pas autorisé à y prendre part. Il y est remplacé par l'Union Saint-Gilloise.
Les deux saisons qui suivent sont beaucoup moins bonnes pour le club qui doit lutter pour son maintien. Il se sauve de justesse en 2011-2012, terminant quinzième, juste devant le FC Bleid grâce à une meilleure différence de buts. Ce n'est qu'un sursis d'un an pour le club qui est rapidement distancé dans la course au maintien lors de l'exercice suivant. Bertrix est mathématiquement relégué à la fin du mois d'avril 2013.

### Recul dans la hiérarchie
Le club joue trois ans en Promotion, terminant en milieu du classement. En mai 2016, dans le cadre de la réforme des séries nationales, un 5e niveau est créé. Ayant terminé 8e de sa série, Bertrix glisse vers cette nouvelle division, qui prend le nom de « Division 3 Amateur ».
Après une saison tranquille conclue en 7e position, le club est bien plus en difficulté en '2017-2018. Il termine 13e et barrahgiste, contraint de rencontre l'équivalent de l'autre série pour désigner un 7e descendant éventuel. L'Entente Bertrigeoise s'impose (3-1) contre le Stade Brainois qui n'est en définitive pas relégué.

### Fin des activités
Le cercle est satisfait d'avoir assurer son maintien car cela permet à une autre formation luxembourgeoise de venir le remplacer en Nationale. En effet, les dirigeants bertrigeois n'ont plus trop le choix face aux sérieux problèmes de trésorerie qui accablent leur matricule 4267. Il est décidé de renoncer volontairement à la place en « Division 3 Amateur » et de poursuivre avec ce qui était alors « l'équipe B ». Celle-ci est cenbsée devenirt ipso facto l'équipe « Premières », et devrait évoluer en 3e Provinciale luxembourgeoise.
« Devrait », car en septembre 2018, en raison de son endettement, le club n'est pas autorisé à aligner d'équipe séniore. C'est l'halali. Le numéro de matricule 4267 a vécu. Il cesse ses activités et est « radié pour dettes » le 30 juin 2019.

### Nouveau cercle
Un nouveau club est fondé dans la « Cité des Baudets », le Football Club Bertrix. Celui-ci affilié à la fédération se voit attribuer le n° de matricule 9716. En plus des nombreuses catégories d'âge héritées de la désormais ex-Entente Bertrigeoise, le club aligne une équipe en 3e Provinciale dès la saison 2019-2020. Quand les compétitions sont arrêtées le 12 mars 2020, en raison de la Pandémie de Covid-19, le FC Bertrix occupe le 12e rang sur 14, avec une victoire et cinq partages en seize rencontres jouées.

## Résultats dans les divisions nationales
Statistiques clôturées, club disparu

### Palmarès
- 1 fois champion de Promotion en 2010.

### Bilan
| Niv | Divisions     | Jouées | Titres | TM Up | TM Down |
| --- | ------------- | ------ | ------ | ----- | ------- |
| I   | 1re nationale | 0      | 0      |       |         |
| II  | 2e nationale  | 0      | 0      |       |         |
| III | 3e nationale  | 3      | 0      |       |         |
| IV  | 4e nationale  | 11     | 1      | 2     |         |
| V   | 5e nationale  | 2      | 0      |       | 1       |
|     |               |        |        |       |         |
|     | TOTAUX        | 16     | 1      | 2     | 1       |

- TM Up : test-match pour départager des égalités, ou toutes formes de Barrages ou de Tour final pour une montée éventuelle.
- TM Down : test-match pour départager des égalités, ou toutes formes de Barrages ou de Tour final pour le maintien.

### Classements
| Ordre                                                  | Saison  | Nom du club             | Niveau                          | Classement final | Remarques           |
| ------------------------------------------------------ | ------- | ----------------------- | ------------------------------- | ---------------- | ------------------- |
| 1                                                      | 1952-53 | Entente Bertrigeoise    | Promotion série B               | 16e/16           | Relégué !           |
| séries provinciales                                    |         |                         |                                 |                  |                     |
| 2                                                      | 1954-55 | Entente Bertrigeoise    | Promotion série D               | 16e/16           | Relégué !           |
| séries provinciales                                    |         |                         |                                 |                  |                     |
| 3                                                      | 1990-91 | Entente Bertrigeoise    | Promotion série D               | 15e/16           | Relégué !           |
| séries provinciales                                    |         |                         |                                 |                  |                     |
| 4                                                      | 2005-06 | R. Entente Bertrigeoise | Promotion série D               | 7e/16            |                     |
| 5                                                      | 2006-07 | R. Entente Bertrigeoise | Promotion série D               | 3e/16            | Tour final !        |
| 6                                                      | 2007-08 | R. Entente Bertrigeoise | Promotion série D               | 5e/16            |                     |
| 7                                                      | 2008-09 | R. Entente Bertrigeoise | Promotion série D               | 4e/16            | Tour final !        |
| 8                                                      | 2009-10 | R. Entente Bertrigeoise | Promotion série D               | 1er/16           | Champion et promu ! |
| 9                                                      | 2010-11 | R. Entente Bertrigeoise | Division 3 série B              | 3e/18            | [ saisons 4 ]       |
| 10                                                     | 2011-12 | R. Entente Bertrigeoise | Division 3 série A              | 15e/18           |                     |
| 11                                                     | 2012-13 | R. Entente Bertrigeoise | Division 3 série B              | 18e/19           | Relégué !           |
| 12                                                     | 2013-14 | R. Entente Bertrigeoise | Promotion série D               | 12e/16           |                     |
| 13                                                     | 2014-15 | R. Entente Bertrigeoise | Promotion série D               | 11e/16           |                     |
| 14                                                     | 2015-16 | R. Entente Bertrigeoise | Promotion série D               | 8e/16            | Relégué !           |
| 15                                                     | 2016-17 | R. Entente Bertrigeoise | Division 3 Amateur ACFF série B | 7e/14            |                     |
| 16                                                     | 2017-18 | R. Entente Bertrigeoise | Division 3 Amateur ACFF série B | 13e/16           | Barrages !          |
| séries provinciales                                    |         |                         |                                 |                  |                     |
| 30 juin 2019, le matricule 4267 est radié pour dettes. |         |                         |                                 |                  |                     |